# Агачаул
Агача́ул (кум. Агъач-авул) — село в Карабудахкентском районе Республики Дагестан Российской Федерации.
Образует муниципальное образование «село Агачаул» со статусом сельского поселения, как единственный населённый пункт в его составе.

## Название
Название села в переводе с кумыкского языка означает — «лесной аул», где «агач» — лес, «аул» — село, поселение.

## География
Населённый пункт расположен у южного подножья горы Тарки-Тау, в 5 км к юго-западу от города Махачкала и в 33 км к северо-западу от районного центра Карабудахкент. Вдоль северной окраины села проходит федеральная автотрасса «Кавказ» Р-217. 
К селению Агачаул, также относятся территории Кирпичного завода и Насосной станции, расположенных к западу от села Новый Хушет.

## История
Агачаул возник в период расцвета Тарковского шамхальства (XV—XVI века). В XV—XIX века входило в состав Тарковского шамхальства, с XVII века удел князей Алыпкачевых. Селение известно своими зияратами.
Агачаульский сельсовет был образован декретом ВЦИК от 20.01.1921 года в составе Таркинского участка Темирханшуринского (Буйнакского) округа. С 1990 года входит в состав Карабудахкентского района.

## Население
| 1869  | 1888  | 1895  | 1926  | 1939  | 1959  | 1970  |
| ----- | ----- | ----- | ----- | ----- | ----- | ----- |
| 423   | ↗470  | ↘305  | ↗537  | ↗584  | ↘483  | ↗572  |
| 1989  | 2002  | 2010  | 2012  | 2013  | 2014  | 2015  |
| ↘332  | ↗1417 | ↗1811 | ↗1887 | ↗1944 | ↗1987 | ↗2039 |
| 2016  | 2017  | 2018  | 2019  | 2020  | 2021  | 2023  |
| ↗2058 | ↗2099 | ↗2149 | ↗2215 | ↗2280 | ↗5133 | ↗5218 |
| 2024  | 2025  |       |       |       |       |       |
| ↗5265 | ↗5311 |       |       |       |       |       |

Национальный состав
По данным Всероссийской переписи населения 2021 года:
| Народ      | Численность, чел. | Доля от всего населения, % |
| ---------- | ----------------- | -------------------------- |
| кумыки     | 4061              | 79,12 %                    |
| даргинцы   | 542               | 10,56 %                    |
| лезгины    | 158               | 3,08 %                     |
| аварцы     | 130               | 2,53 %                     |
| другие     | 162               | 3,16 %                     |
| не указано | 80                | 1,55 %                     |
| всего      | 5133              | 100 %                      |

## Инфраструктура
Личное подсобное хозяйство с зоной сельскохозяйственного использования, индивидуальная застройка усадебного типа.
Агачаульская средняя общеобразовательная школа имени города Габилова.

## Транспорт
Автобусное сообщение с райцентром. Остановки общественного транспорта «Агачаул», «Агачаульская школа».